# Doroteia Sofia, Abadessa de Quedlimburgo
Doroteia Sofia de Saxe-Altemburgo (19 de dezembro de 1587 – 10 de fevereiro de 1645) foi uma princesa-abadessa de Quedlimburgo.
Foi a quarta filha de Frederico Guilherme I, Duque de Saxe-Weimar, e da sua primeira esposa, Sofia de Württemberg.

## Reinado
A 21 de Abril de 1618, Doroteia Sofia foi eleita sucessora da princesa-abadessa Doroteia da Saxónia. Esta posição tinha sido ocupada anteriormente pela sua tia paterna, Maria, que governou a Abadia entre 1601 e 1610. A sua eleição foi aprovada pelo sacro-imperador Matias.
Durante o seu reinado, a cidade de Quedlimburgo foi devastada pela Guerra dos Trinta Anos. Ao contrário das suas antecessoras, Doroteia Sofia entrou muitas vezes em confronto com João Jorge I, Eleitor da Saxónia.

### Política religiosa
Doroteia Sofia proibiu a sua congregação de negar a absolvição a uma pessoa que se confessasse de forma genuína e mostrasse arrependimento. No entanto, se a mesma pessoa repetisse o seu pecado, seria castigada de forma mais severa e denunciada a um consistório. Doroteia Sofia decidiu que essas pessoas seriam proibidas de ter afilhados, e de receber um enterro tradicional em solo consagrado. Estas decisões reflectiam muito mais a antiga religião católica do que o protestantismo. Doroteia Sofia também tomou medidas para impedir os noivados secretos, declarando que todos os noivados teriam de ser testemunhados por três homens e anunciados em público.

## Genealogia
| Doroteia Sofia, Abadessa de Quedlimburgo | Pai: Frederico Guilherme I, Duque de Saxe-Weimar | Avô paterno: João Guilherme, Duque de Saxe-Weimar  | Bisavô paterno: João Frederico I da Saxônia            |
| Doroteia Sofia, Abadessa de Quedlimburgo | Pai: Frederico Guilherme I, Duque de Saxe-Weimar | Avô paterno: João Guilherme, Duque de Saxe-Weimar  | Bisavó paterna: Síbila de Cleves                       |
| Doroteia Sofia, Abadessa de Quedlimburgo | Pai: Frederico Guilherme I, Duque de Saxe-Weimar | Avó paterna: Doroteia Susana do Palatinado-Simmern | Bisavô paterno: Frederico III, Eleitor Palatino        |
| Doroteia Sofia, Abadessa de Quedlimburgo | Pai: Frederico Guilherme I, Duque de Saxe-Weimar | Avó paterna: Doroteia Susana do Palatinado-Simmern | Bisavó paterna: Maria de Brandenburg-Kulmbach          |
| Doroteia Sofia, Abadessa de Quedlimburgo | Mãe: Sofia de Württemberg (1563-1590)            | Avô materno: Cristóvão, Duque de Württemberg       | Bisavô materno: Ulrico, Duque de Württemberg           |
| Doroteia Sofia, Abadessa de Quedlimburgo | Mãe: Sofia de Württemberg (1563-1590)            | Avô materno: Cristóvão, Duque de Württemberg       | Bisavó materna: Sabina da Baviera                      |
| Doroteia Sofia, Abadessa de Quedlimburgo | Mãe: Sofia de Württemberg (1563-1590)            | Avó materna: Ana Maria de Brandemburgo-Ansbach     | Bisavô materno: Jorge, Marquês de Brandemburgo-Ansbach |
| Doroteia Sofia, Abadessa de Quedlimburgo | Mãe: Sofia de Württemberg (1563-1590)            | Avó materna: Ana Maria de Brandemburgo-Ansbach     | Bisavó materna: Edviges de Münsterberg-Oels            |